# Ubaldo de Gubbio

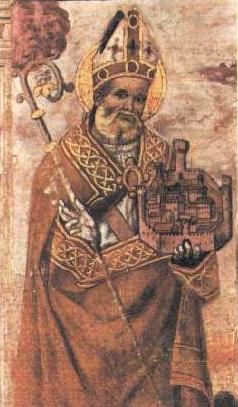
Imagen de San Ubaldo

Ubaldo Baldassini (Gubbio, 1084/5-16 de mayo de 1160), obispo de Gubbio, es venerado como santo por la Iglesia católica. La Iglesia católica conmemora su celebración el 16 de mayo. 

## Biografía
Nacido de noble cuna en Gubbio, Umbría, Italia.
Perdió a su padre cuando era muy joven, fue educado por el prior de la Iglesia Catedral de su ciudad natal, donde fue canónigo regular.
Deseando servir a Dios con mayor regularidad, pasó al monasterio de San Segundo de la misma ciudad, donde permaneció algunos años. Llamado de vuelta por su obispo regresó al monasterio de la Catedral, donde fue hecho prior.
Fue nombrado obispo de Gubbio por el papa Honorio II. Durante su gobierno pastoral se distinguió por su gran paciencia y la notable frugalidad de su vida. Su presencia salvó a la ciudad de ser saqueada por Federico Barbarroja. Murió el año 1160.

## La basílica de San Ubaldo
La vida del santo fue escrita por Theobaldo, su inmediato sucesor en la sede episcopal. El cuerpo de Ubaldo, que en principio fue enterrado en la catedral de la ciudad, se encontró incorrupto, en el momento de su canonización y fue trasladado a una pequeña iglesia en la cumbre de la montaña, sobre la ciudad, que es objeto de visita de muchos peregrinos que acuden a visitar sus reliquias.
La Basílica de San Ubaldo, con nave principal y cuatro naves laterales, es un santuario situado en las afueras de la ciudad. Destaca el altar de mármol y las grandes vidrieras con episodios de la vida de Ubaldo. La portada finamente esculpida y los fragmentos de frescos dan idea de la magnífica decoración del siglo XV que llenan la basílica.

## Festividad
El día 16 de mayo se celebra la festividad de San Ubaldo, siendo el patrón de Gubbio, también se celebra su festividad en Jessup, Pensilvania, Estados Unidos, y en un pueblo de la Sierra de Gata (Cáceres, España) llamado Cadalso de donde es el patrón de la localidad.
La devoción hacia el santo es muy grande en toda la Umbria y especialmente en Gubbio, donde en todas las familias hay al menos algún miembro con el nombre de Ubaldo. La festividad de su patrón se celebra por los habitantes con gran solemnidad.